# Międzyrzecze Górne

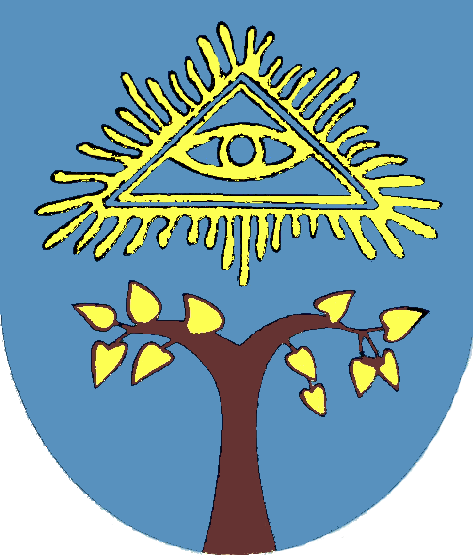
Nieoficjalny herb wsi Międzyrzecze Górne

Międzyrzecze Górne (cz. Horní Meziříčí, niem. Ober Kurzwald) – wieś w Polsce położona w województwie śląskim, w powiecie bielskim, w gminie Jasienica, na Śląsku Cieszyńskim. Powierzchnia sołectwa wynosi 1251,3 ha, a liczba ludności 2899, co daje gęstość zaludnienia równą 231,6 os./km².

## Położenie
Wieś położona jest na Pogórzu Śląskim, pomiędzy rzekami Jasienicą na zachodzie a Wapienicą na wschodzie (stąd nazwa Międzyrzecze). Od strony północnej sąsiaduje z Międzyrzeczem Dolnym, od wschodu i południowego wschodu z Bielskiem-Białą (Wapienicą), od południowego zachodu z Jasienicą, a od zachodu z Rudzicą.

## Historia
Miejscowość po raz pierwszy wzmiankowana została w łacińskim dokumencie Liber fundationis episcopatus Vratislaviensis (pol. Księga uposażeń biskupstwa wrocławskiego), spisanej za czasów biskupa Henryka z Wierzbna ok. 1305 w szeregu wsi zobowiązanych do płacenia dziesięciny biskupstwu we Wrocławiu, w postaci item in Mesisrozha debent esse XL mansi solubiles. Zapis ten oznaczał, że wieś zobowiązana została do płacenia dziesięciny z 40 łanów większych. Jej powstanie wiąże się z przeprowadzaną pod koniec XIII wieku na terytorium późniejszego Górnego Śląska wielką akcją osadniczą (tzw. łanowo-czynszową). Wieś politycznie znajdowała się wówczas w granicach utworzonego w 1290 piastowskiego (polskiego) Księstwa Cieszyńskiego, będącego od 1327 lennem Królestwa Czech, a od 1526 roku w wyniku objęcia tronu czeskiego przez Habsburgów wraz z regionem aż do 1918 roku w monarchii Habsburgów (potocznie Austrii).
Założona na przełomie XIV i XV wieku parafia św. Marcina Biskupa i Wyznawcy w połowie XV wieku liczyła stosunkowo dużo parafian w porównaniu do innych parafii księstwa cieszyńskiego, tj. 285. Do schyłku średniowiecza wieś pozostawała własnością szlachecką. W drugiej ćwierci XV wieku w Międzyrzeczu osiadła ludność niemiecka zakładając osadę Konradiswalde (las Konrada), z czasem przezwana Kurzwaldem i Międzyrzeczem Górnym. W 1572 zarówno Międzyrzecze Dolne jak i Górne weszły w skład powstałego wówczas stanowego państwa bielskiego.
Według austriackiego spisu ludności z 1900 w 210 budynkach w Międzyrzeczu Górnym na obszarze 1454 hektarów mieszkało 1561 osób, co dawało gęstość zaludnienia równą 107,36 os./km². z tego 436 (27,9%) mieszkańców było katolikami, 1095 (70,2%) ewangelikami a 30 (1,9%) wyznawcami judaizmu, 974 (62,4%) było niemiecko-, 581 (37,2%) polsko-, a 6 (0,4%) czeskojęzycznymi. Do 1910 roku liczba mieszkańców wzrosła do 1642 osób.
Po zakończeniu I wojny światowej tereny, na których leży miejscowość - Śląsk Cieszyński stał się punktem sporu pomiędzy Polską i Czechosłowacją. W 1918 roku na bazie Straży Obywatelskiej miejscowi Polacy utworzyli lokalny oddział Milicji Polskiej Śląska Cieszyńskiego, który podlegał organizacyjnie 11 kompanii w Bielsku.
W latach 1945–1954 wieś należała i była siedzibą gminy Międzyrzecze Górne. W latach 1975–1998 miejscowość położona była w województwie bielskim.

## Zabytki
Na terenie Międzyrzecza Górnego znajduje się sześć obiektów wpisanych do rejestru zabytków nieruchomych województwa śląskiego: 4 budynki mieszkalne, budynek kościoła ewangelicko augsburskiego, oraz teren po drewnianym kościele parafialnym pw. św. Marcina z 1522 roku, który spłonął w styczniu 1993 roku.

## Religia
Na terenie wsi działalność duszpasterską prowadzą następujące kościoły:
- Kościół Ewangelicko-Augsburski – parafia Ewangelicko-Augsburska
- Kościół Rzymskokatolicki – parafia Świętego Marcina

## Komunikacja
Przez miejscowość przebiegała dawniej linia podmiejska nr 52 przewoźnika MZK Bielsko-Biała (Bielsko os. Sarni Stok - Międzyrzecze Dolne). Od 1 kwietnia 2021 głównym przewoźnikiem jest Komunikacja Beskidzka - linia 127 i 128.